# Język okinawski
Język okinawski (okinawski: 沖縄口 ucinā-guci; jap. 沖縄語 okinawa-go) – język należący do grupy języków riukiuańskich, używany głównie w południowej części wyspy Okinawa i na sąsiednich wyspach: Kerama, Kume-jima, Tonaki, Aguni. Jest spokrewniony z językiem japońskim oraz z innymi językami riukiuańskimi, lecz nie na tyle, aby umożliwiało to swobodną komunikację. Z tego powodu filmy z dialogami w języku okinawskim są dla japońskich widzów opatrzone napisami. Język okinawski powoli wychodzi z użycia. Posługują się nim wyłącznie osoby dorosłe.

## Klasyfikacja
Ze względu na znaczne różnice względem języka japońskiego, język okinawski zazwyczaj jest klasyfikowany jako odrębny język, tworzący wraz z japońskim i innymi językami riukiuańskimi tzw. japońską rodzinę językową. Tradycyjnie jednak, zwłaszcza w samej Japonii, traktowany często bywa jako dialekt języka japońskiego.